# Friedrich Wilhelm zu Isenburg und Büdingen
Friedrich Wilhelm Prinz zu Isenburg und Büdingen (* 30. Dezember 1730 in Birstein; † 22. Oktober 1804 in Mannheim) war ein kurbayrischer Generalleutnant.

## Leben
Friedrich Wilhelm zu Isenburg und Büdingen war der jüngste Sohn des Grafen und späteren Fürsten Wolfgang Ernst I. und dessen dritter Frau, der Gräfin Charlotte Amalie zu Isenburg-Meerholz.
Er wurde zunächst im elterlichen Haus erzogen. Frühzeitig trat er in das spanische Militär ein. Aber im Jahre 1767 wechselte er in kurpfalz-bayerische Dienste, wo er nach und nach zum Generalleutnant emporstieg. Er wurde Inhaber mehrerer Regimenter: 1778–1785 Isenburg-Kürassiere, 1789–1790 Isenburg-Reiter, 1790–1792 Isenburg-Infanterie, 2. Feldjäger-Regiment Isenburg, 1792 Kommandeur des 1. Grenadier- und Leibregiments. Auch war er erster königlicher Kämmerer, Kommandeur des Alexander-Newski-Ordens und des Toskanischen St. Stephans-Ordens.
Nach der Napoleonischen Besetzung wurde ihm durch den Reichsdeputationshauptschluss von 1803 eine Rente von 23.000 Gulden aus dem Ertrag des Rheinschifffahrt-Octroy als Entschädigung zugewiesen, welche später, wie zuvor Reipoltskirchen usw., dem Isenburgischen Familienfideikommiss einverleibt wurde.

## Familie
Friedrich Wilhelm war im Jahr 1763 zur katholischen Kirche übergetreten und heiratete am 25. Oktober 1776 auf Schloss Eremitage in Waghäusel die Gräfin Karoline Franziska Dorothea von Parkstein, eine Halbschwester des Fürsten von Bretzenheim und natürliche Tochter des Kurfürsten Karl Theodor von Pfalz-Bayern, Sternkreuz-Ordensdame, welche ihrem Gemahl Anteile an der Herrschaft Reipoltskirchen und andere Besitzungen auf der linken Rheinseite zubrachte. Das Paar hatte folgende Kinder:
- Karl August Friedrich (* 20. August 1777; † 25. September 1777)
- Karl Theodor Lorenz Franz (* 11. August 1778; † 18. Juli 1823) ⚭ 30. Juni 1808 Freiin Maria Magdalena von Herding (* 22. Juli 1789; † 13. August 1859)[1][2]
- Maria Elisabeth Auguste (* 8. September 1779; † 2. April 1803) ⚭ 11. Juli 1797 Fürst Karl Albrecht zu Hohenlohe-Waldenburg-Schillingsfürst (1776–1843)
- Ernst Ludwig Casimir, (* 25. Januar 1786; † 21. Januar 1827) ⚭ Maria Josephine Woraleck (1781–1830)
- Karl Wilhelm (* 20. Januar 1789; † 2. Februar 1789)
- Maximilian Wilhelm (* 29. Januar 1792; † 31. März 1798)